# Морисон, Патриша
Патри́ша Мо́рисон (англ. Patricia Morison; 19 марта 1915 — 20 мая 2018) — американская актриса и певица, достигшая наибольшего успеха на Бродвее. Певческий голос — меццо-сопрано.

## Биография

### Юные годы
Айлин Патриша Августа Фрейзер Морисон родилась в семье драматурга Уильяма Морисона и его жены Селены Морисон, которая в годы Первой мировой войны работала в британских спецслужбах. После окончания средней школы она училась в студенческой лиге искусств, а затем училась танцам у прославленной танцовщицы Марты Грэм.

### Начало карьеры
В ноябре 1933 года Морисон дебютировала на Бродвее. Вскоре её взяли в качестве дублёрши Хелен Хейс в постановке «Виктория Режина», но Хейс ни разу не пропустила показ, и поэтому в этой постановке Морисон так и не выступила. В одной из бродвейских постановок её заметил разведчик таланта из «Paramount Pictures», и вскоре Патриша Морисон подписала контракт с этой киностудией. Начиная с самой первой кинокартины, ей доставались главные роли («Я из Миссури», 1939), но, несмотря на такой перспективный взлет, последующие её работы в кино были лишь во второсортных фильмах .
В 1942 году США вступили во Вторую мировую войну, и Морисон стала одной из знаменитостей, которая в эти годы участвовала в развлекательных шоу для американский военных и их союзников в Европе. В ноябре того же года она вместе с Элом Джолсоном, Мерл Оберон и некоторыми другими артистами отправилась в Великобританию.
В годы войны она лишь раз появилась на экранах — в фильме «Песня Бернадетт» (1943), а остальное время посвящала своим выступлениям на Бродвее. В 1945 году она вернулась на большой экран, снявшись в довольно успешных фильмах «Без любви» (1945), «Прелюдия к убийству» (1946), «Тарзан и охотница» (1947) и «Песня тонкого человека» (1947), «София» (1948).

### Бродвейский триумф
В 1948 году Морисон вновь оставила кино, чтобы вернуться на Бродвей, где её в этот раз ждал триумф. Американский композитор Кол Портер пригласил актрису в свой новый мюзикл «Целуй меня, Кэт», который стал самой успешной работой в её актёрской карьере. На протяжении последующих трёх лет Патриша выступила более чем в сотне показов на Бродвее, а затем ещё в 400 выступлениях этого мюзикла в Лондоне.
В 1954 году Морисон получила роль ещё в одном бродвейском хите — «Король и я», с которым после прогона в Нью-Йорке отправилась в гастрольное турне по стране. В последующие годы работа в театре оставалась основной в карьере Патриши Морисон.

### Поздние годы
В 1960-х и 1970-х годах она несколько раз появилась на телевидении, в том числе в двух телеверсиях её бродвейских хитов. В кино после этого она снялась всего да раза, в фильмах «Нескончаемая песня» (1960) и «Вон Тон Тон — собака, которая спасла Голливуд» (1976).
Будучи уже пожилой женщиной и оставив в прошлом свою актёрскую карьеру, Патриша Морисон занялась живописью и несколько раз устраивала выставки своих работ в Лос-Анджелесе.
Морисон никогда не вступала в брак и проживала в пригороде Лос-Анджелеса. Скончалась 20 мая 2018 года в своём доме в Западном Голливуде в возрасте 103 лет.